# Yeison Delgado
Yeison Rogelio Delgado Ortega (Cúcuta, 14 de abril de 1977) es un ciclista venezolano nacido en Colombia.

## Palmarés
2001
1.º en Etapa 4 Vuelta a Colombia, Pereira (COL)
20031.º en Etapa 9 Vuelta al Táchira, Peribeca - Cerro el Christo (VEN)
3.º en General Vuelta al Táchira (VEN)
2007
1.º en Etapa 4 Vuelta a Lara, Sanaré (VEN)
3.º en General Vuelta a Lara (VEN)
séptimo en General Vuelta a Colombia (COL)
2008
segundo en General Vuelta al Táchira (VEN)
2009
octavo en General Vuelta a Venezuela (VEN)
2013
1.º en General Vuelta al Táchira
1.º Etapa 7
2014
1.º en Etapa 4 Vuelta a Trujillo
5.º en General Vuelta al Táchira
2015
3.º en General Vuelta al Táchira

## Equipos
- 2007  Gobernación del Zulia - Alcaldía de Cabimas
- 2008  Gobernación del Zulia
- 2009  Gobernación del Zulia
- 2013  Kino Táchira
- 2014  Gobernación del Táchira